# Jesper Bratt
Pour les articles homonymes, voir Bratt.
Jesper Bratt (né le 30 juillet 1998 à Stockholm en Suède) est un joueur professionnel suédois de hockey sur glace. Il évolue au poste d'ailier gauche.

## Biographie
Formé au Trångsund IF, il se joint en 2013 à l'équipe de jeunes de l'AIK IF et joue son premier match professionnel avec l'équipe en 2014-2015, alors qu'elle évolue en Allsvenskan, deuxième division suédoise. Après une première saison complète avec l'équipe professionnelle, il est repêché par les Devils du New Jersey au sixième tour, 162e rang au total, durant le repêchage d'entrée dans la LNH 2016.
Il représente la Suède en sélections jeunes. Après une autre saison en Suède durant laquelle il n'est pas sélectionné pour participer au Championnat du monde junior 2017, il signe pour trois ans avec les Devils le 13 mai 2017. Il fait une assez bonne impression durant le camp d'entraînement des Devils en vue de la saison 2017-2018, si bien qu'il gagne une place au sein de l'équipe lors du début de la saison. À son premier match dans la LNH, il réalise deux points, un but et une aide, lors de la victoire 4-1 des Devils face à l'Avalanche du Colorado.

## Statistiques

### En club
| Saison     | Équipe               | Ligue       |     | Saison régulière | Saison régulière | Saison régulière | Saison régulière | Saison régulière |   | Séries éliminatoires | Séries éliminatoires | Séries éliminatoires | Séries éliminatoires | Séries éliminatoires |
| Saison     | Équipe               | Ligue       | PJ  | B                | A                | Pts              | Pun              | PJ               | B | A                    | Pts                  | Pun                  |                      |                      |
| 2014-2015  | AIK IF               | Allsvenskan | 1   | 0                | 0                | 0                | 0                | 4                | 0 | 1                    | 1                    | 2                    |                      |                      |
| 2015-2016  | AIK IF               | Allsvenskan | 48  | 8                | 9                | 17               | 6                | 10               | 0 | 0                    | 0                    | 4                    |                      |                      |
| 2016-2017  | AIK IF               | Allsvenskan | 46  | 6                | 16               | 22               | 6                | 8                | 1 | 1                    | 2                    | 0                    |                      |                      |
| 2017-2018  | Devils du New Jersey | LNH         | 74  | 13               | 22               | 35               | 18               | 1                | 0 | 0                    | 0                    | 0                    |                      |                      |
| 2018-2019  | Devils du New Jersey | LNH         | 51  | 8                | 25               | 33               | 6                | -                | - | -                    | -                    | -                    |                      |                      |
| 2019-2020  | Devils du New Jersey | LNH         | 60  | 16               | 16               | 32               | 6                | -                | - | -                    | -                    | -                    |                      |                      |
| 2020-2021  | Devils du New Jersey | LNH         | 46  | 7                | 23               | 30               | 8                | -                | - | -                    | -                    | -                    |                      |                      |
| 2021-2022  | Devils du New Jersey | LNH         | 76  | 26               | 47               | 73               | 16               | -                | - | -                    | -                    | -                    |                      |                      |
| 2022-2023  | Devils du New Jersey | LNH         | 82  | 32               | 41               | 73               | 6                | 12               | 1 | 5                    | 6                    | 4                    |                      |                      |
| 2023-2024  | Devils du New Jersey | LNH         | 82  | 27               | 56               | 83               | 12               | -                | - | -                    | -                    | -                    |                      |                      |
| Totaux LNH | Totaux LNH           | Totaux LNH  | 471 | 129              | 230              | 359              | 72               | 13               | 1 | 5                    | 6                    | 4                    |                      |                      |

### En équipe nationale
| Année | Équipe    | Compétition                  |   | PJ | B | A | Pts | Pun | +/-               |  | Résultat |
| 2016  | Suède U18 | Championnat du monde -18 ans | 7 | 2  | 2 | 4 | -2  | 2   | Médaille d'argent |  |          |
| 2019  | Suède     | Championnat du monde         | 6 | 0  | 2 | 2 | 0   | -2  | 5e place          |  |          |
| 2025  | Suède     | Confrontation des 4 nations  | 3 | 1  | 1 | 2 | 0   | 1   | 3e place          |  |          |

## Trophées et honneurs personnels

### Ligue nationale de hockey
- 2023-2024 : participe au 68e Match des étoiles